# Park Krajobrazowy Mierzeja Wiślana
Der Park Krajobrazowy Mierzeja Wiślana (PKMW; Landschaftsschutzpark Frische Nehrung) ist ein Naturschutzgebiet der Kategorie Landschaftsschutzpark in der Woiwodschaft Pommern, Polen. Das Schutzgebiet wurde am 5. Januar 1978 gegründet und hat heute eine Fläche von 44,1 km² und eine Pufferzone von 227,0 km². Das Schutzgebiet umfasst die Frische Nehrung (polnisch Mierzeja Wiślana), die Pufferzone den Nehrungsstreifen bis zur Stromweichsel und das Steegner Werder (Żuławy) bis zur Szkarpawa (Elbinger Weichsel). Im Park liegen zwei Naturschutzgebiete, in der Pufferzone ein weiteres.
Der Park liegt auf dem Gebiet der Stadt Krynica Morska (Kahlberg) sowie der Gemeinden Jastarnia (Stutthof) und Stegna (Steegen). Die Verwaltung befindet sich in Stegna. In der Schutzzone liegt die Gedenkstätte für das KZ Stutthof.

## Beschreibung
Der Landschaftspark Frische Nehrung wurde gemäß dem Beschluss VI/51/85 des Woiwodschaftsrates in Elbląg (Elbing) vom 26. April 1985 in der damaligen Woiwodschaft Elbing geschaffen. Seine Aufgabe ist es, die im Land einzigartigen natürlichen, kulturellen, historischen und landschaftlichen Werte zu bewahren. Neben der Nehrung umfasst der Park den nordöstlichen Teil des Żuławy Wiślane (Weichsel-Nogat-Delta). Die Nehrung ist geprägt durch Dünengebiete, die mit Kiefernwald der Ostseeküste, stellenweise mit Mischwald bedeckt sind. In den Senken zwischen den Dünen gibt es neben Übergangsmooren auch häufig feuchte Birkenwälder.
Zu den wichtigsten landschaftlichen Werten des Parks gehören Sandstrände und der dahinter liegende vordere Dünengürtel sowie ein Geländemosaik mit einem „äußerst dynamischen Relief“. Ein wertvolles Landschaftselement ist auch die vielfältige Küste des Frischen Haffs. Der geomorphologischen Vielfalt entspricht eine Vielfalt der Lebensräume und der Reichtum an Flora und Fauna manifestieren. Die Breite der Nehrung reicht von etwa 500 Metern bei Krynica Morska bis etwa 2,5 Kilometern bei Stegna. Das Dünengebiet ist mit einem Kiefernwald bedeckt, durch den die Dünen bewegungsunfähig gemacht wurden. Die höchste Erhebung ist der Wielbłądzi Grzbiet (Kamelrücken) mit 49,5 m n.p.m. Höhe. Im Relief können vier Zonen als wichtigste Landschaftsfaktor betrachtet werden. Die sandige Küstenstrandzone hat eine durchschnittliche Breite von etwa 70 Metern, die Zone der vorderen, weißen Dünen ist 1–20 Meter breit, die Zone der „grauen“ Dünen mit niedrigem Bewuchs hat einer Breite von maximal 80 Metern, dagegen bilden die „braunen“, bewaldeten Dünen eine Zone von sehr unterschiedlicher Breite.
Das Werdergebiet des Weichsel-Nogat-Deltas ist das Delta des größten polnischen Flusses und die am tiefsten gelegene Region des Landes, von der etwa 30 Prozent der Fläche zu Abdämmungsdepressionen gehört. Bei Raczki Elbląskie liegt mit -1,8 m n.p.m. der tiefste Punkt Polens.

## Naturschutzgebiete (Rezerwat przyrody) und Naturdenkmale (Pomniki przyrody)
Derzeit gibt es im Park zwei Naturschutzgebiete (Stand: April 2024):
- Das Waldschutzgebiet „Buki Mierzeja Wiślanej“ (Buchenwald der Frischen Nehrung) erstreckt sich über sieben Hektar auf dem Gebiet der Orte Przebrno (Pröbbernau) und Młyniska (Schellmühl, auch Siekierki). Westlich des Schutzgebiets wurde der Kanal durch die Frische Nehrung (Kanał przez Mierzeję Wiślaną) nach vierjähriger Bauzeit im September 2022 eröffnet. Für seinen Bau wurde eine 200 Meter breite Schneise durch den Wald angelegt.
- Das Vogelschutzgebiet „Kąty Rybackie“ umfasst eine Fläche von 102,54 Hektar beim Dorf Kąty Rybackie (Bodenwinkel).

In der Pufferzone des Parks liegt der östliche Teil des
- Naturschutzgebietes „Mewia Łacha“ (Möwensandbänke) mit einer Gesamtfläche von 150,46 Hektar, davon liegen 18,91 ha außerhalb der Pufferzone, jenseits der Stromweichsel (Przekop Wisły) auf dem Gebiet der Stadt Danzig.

Im Park und in der Pufferzone sind zwölf Bäume als elf Naturdenkmale eingetragen.

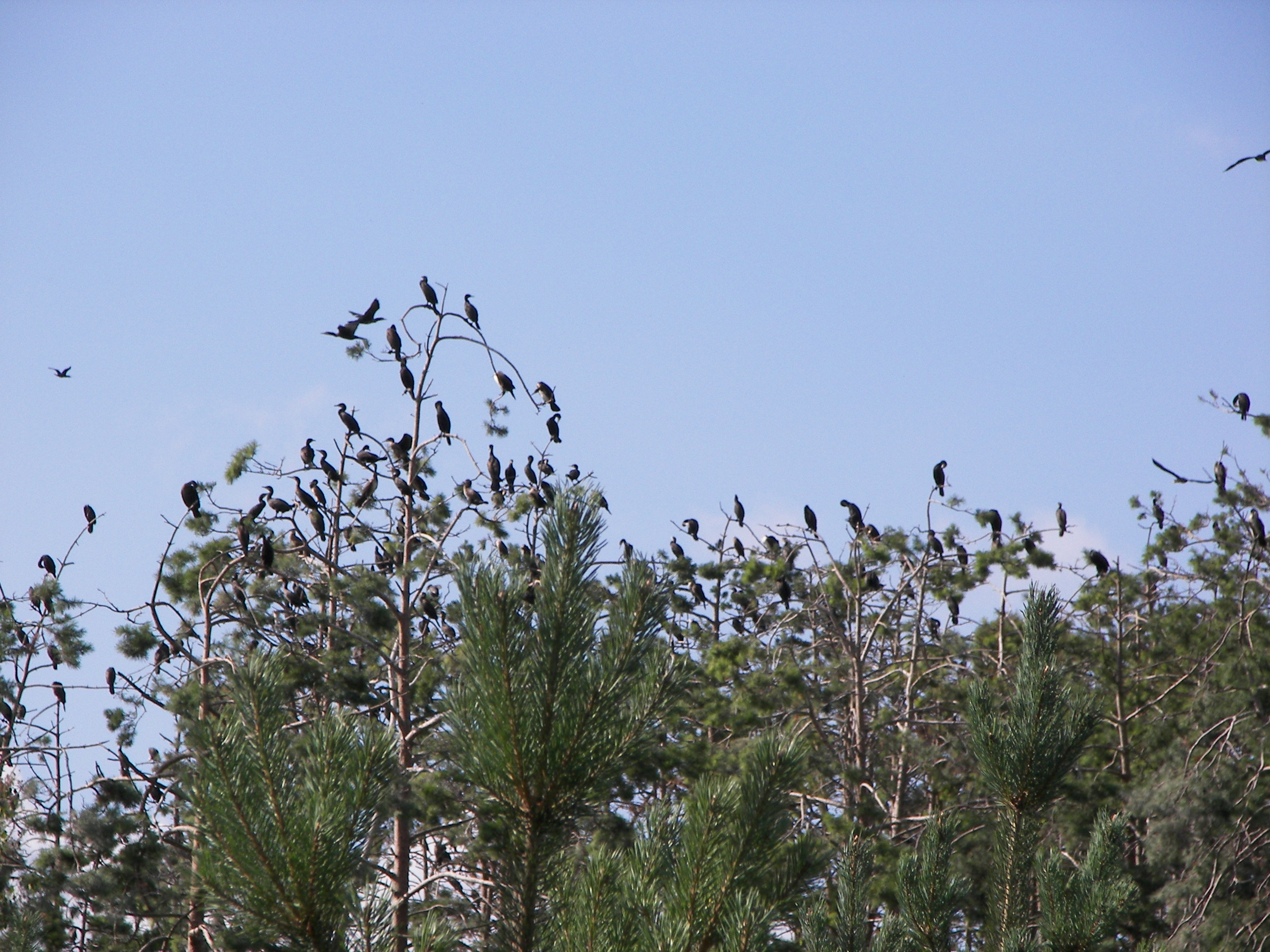
Kormorane bei Kąty Rybackie
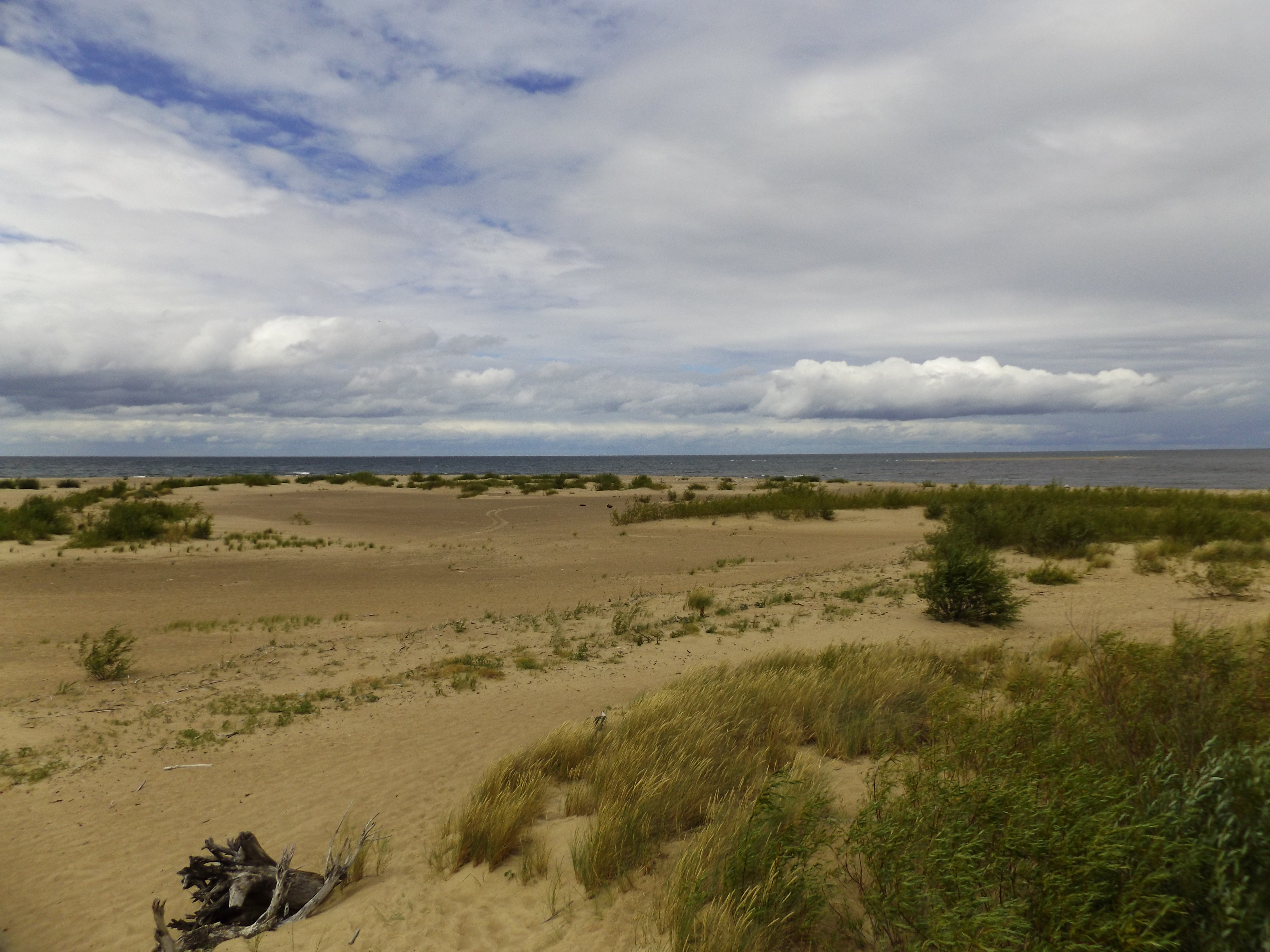
Mewia Łacha
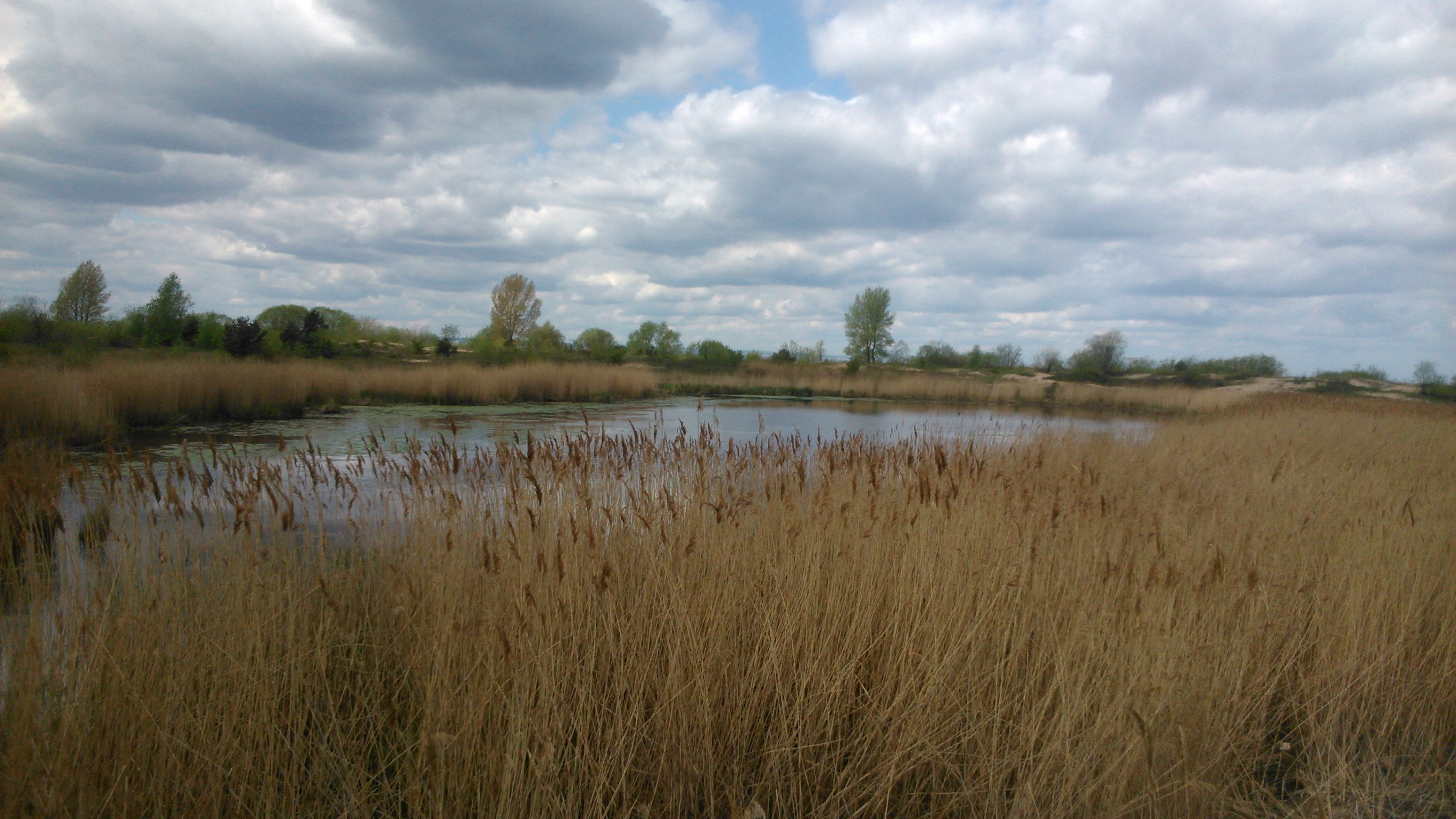
Mewia Łacha
Logo des Parks